# Dwars door Vlaanderen 2017
La Dwars door Vlaanderen 2017, settantaduesima edizione della corsa, valida come decima prova dell'UCI World Tour 2017 categoria 1.UWT, si svolse il 22 marzo 2017 su un percorso di 203,4 km, con partenza da Roeselare ed arrivo a Waregem. La vittoria fu appannaggio del belga Yves Lampaert, che terminò la gara in 4h47'26" alla media di 42,459 km/h, precedendo il connazionale Philippe Gilbert e il kazako Aleksej Lucenko.
Al traguardo di Waregem furono 162 i ciclisti, dei 200 partiti da Roeselare, che portarono a termine la competizione.

## Squadre e corridori partecipanti
| N.      | Cod. | Squadra                         |
| ------- | ---- | ------------------------------- |
| 1-8     | LTS  | Lotto-Soudal                    |
| 11-18   | QST  | Quick-Step Floors               |
| 21-28   | CDT  | Cannondale-Drapac               |
| 31-38   | MOV  | Movistar Team                   |
| 41-48   | TFS  | Trek-Segafredo                  |
| 51-58   | BMC  | BMC Racing Team                 |
| 61-68   | ORS  | Orica-Scott                     |
| 71-78   | SUN  | Team Sunweb                     |
| 81-88   | FDJ  | FDJ                             |
| 91-98   | ALM  | AG2R La Mondiale                |
| 101-108 | TLJ  | Team Lotto NL-Jumbo             |
| 111-118 | AST  | Astana Pro Team                 |
| 121-128 | TBM  | Bahrain-Merida Pro Cycling Team |

| N.      | Cod. | Squadra                      |
| ------- | ---- | ---------------------------- |
| 131-138 | UAD  | UAE Team Emirates            |
| 141-148 | KAT  | Team Katusha-Alpecin         |
| 151-158 | BOH  | Bora-Hansgrohe               |
| 161-168 | DEN  | Direct Énergie               |
| 171-178 | COF  | Cofidis                      |
| 181-188 | WGG  | Wanty-Groupe Gobert          |
| 191-198 | SVB  | Sport Vlaanderen-Baloise     |
| 201-208 | RNL  | Roompot-Nederlandse Loterij  |
| 211-218 | VWC  | Vérandas Willems-Crelan      |
| 221-228 | GAZ  | Gazprom-RusVelo              |
| 231-238 | ICA  | Israel Cycling Academy       |
| 241-248 | WVA  | WB Veranclassic Aqua Protect |

## Ordine d'arrivo (Top 10)
| Pos. | Corridore         | Squadra    | Tempo    |
| ---- | ----------------- | ---------- | -------- |
| 1    | Yves Lampaert     | Quick-Step | 4h47'26" |
| 2    | Philippe Gilbert  | Quick-Step | a 39"    |
| 3    | Aleksej Lucenko   | Astana     | s.t.     |
| 4    | Luke Durbridge    | Orica      | s.t.     |
| 5    | Dylan Groenewegen | Lotto NL   | a 1'03"  |
| 6    | Oliver Naesen     | AG2R       | s.t.     |
| 7    | Tiesj Benoot      | Lotto      | s.t.     |
| 8    | Dylan van Baarle  | Cannondale | s.t.     |
| 9    | Mitchell Docker   | Orica      | s.t.     |
| 10   | Florian Sénéchal  | Cofidis    | s.t.     |